# Dammersfeldrücken
Der Dammersfeldrücken ist eine Bergkette der Hohen Rhön, die an der Luftlinie Bischofsheim – Gersfeld beginnt und sich in südwestlicher Richtung bis Riedenberg – Werberg – Maria Ehrenberg (einschließlich) erstreckt. Ein Großteil dieses Gebietes ist heute militärisches Sperrgebiet, der Truppenübungsplatz Wildflecken. Die höchste Erhebung ist die Dammersfeldkuppe, der zweithöchste Berg der Rhön. Auf dem Kamm der Bergkette verläuft die hessisch-bayerische Landesgrenze.

## Naturräumliche Zuordnung
Der Name Dammersfeldrücken wurde 1968 im Rahmen der naturräumlichen Gliederung 1 : 200.000 (Blatt 140 Schweinfurt) als Naturraum definiert und wie folgt zugeordnet:
- (zu 35 Osthessisches Bergland)
  - (zu 354 Hohe Rhön)
    - (zu 354.0 Südliche Hochrhön)
      - 354.00 Dammersfeldrücken

## Abgrenzung
Im Westen grenzen Naturräume der Kuppenrhön an. Im Nordwesten erstreckt sich die Westliche Kuppenrhön in etwa von Mosbach – Rengersfeld – Rommers – Dalherda (alle zu  Gersfeld) – Eichsenhof (bei Motten). Dort schließt sich die Brückenauer Kuppenrhön an. Diese erstreckt sich südwestlich. Grenze bilden die Wüstungen und Orte Neuglashütten – Werberg – Rothenrain – Oberbach.
Im Osten und Norden sind dies zumeist Naturräume der Hohen Rhön. Die Grenze zu den anderen Naturräumen der Südlichen Hochrhön bilden die Flüsse Sinn und Brend. Bis Wildflecken sind dies die Schwarzen Berge, bis Frankenheim bei Bischofsheim die Kreuzberg-Gruppe.
Ab Bischofsheim verlässt die Brend die Rhön und tritt in den Buntsandstein der Schönauer Hochfläche ein, die als Teil der Südrhön und der Großregion (3. Ordnung) Odenwald, Spessart und Südrhön bereits zum Südwestdeutschen Stufenland (2. Ordnung) gerechnet wird.
Im Norden schließlich folgen wieder Landschaften der Hohen Rhön. Im Nordnordosten liegt der Naturraum Ostabfall der Langen Rhön, im Norden die Wasserkuppenrhön. Beide trennen nur durch einen schmalen Korridor den Dammersfeldrücken von der Langen Rhön.

## Geologie

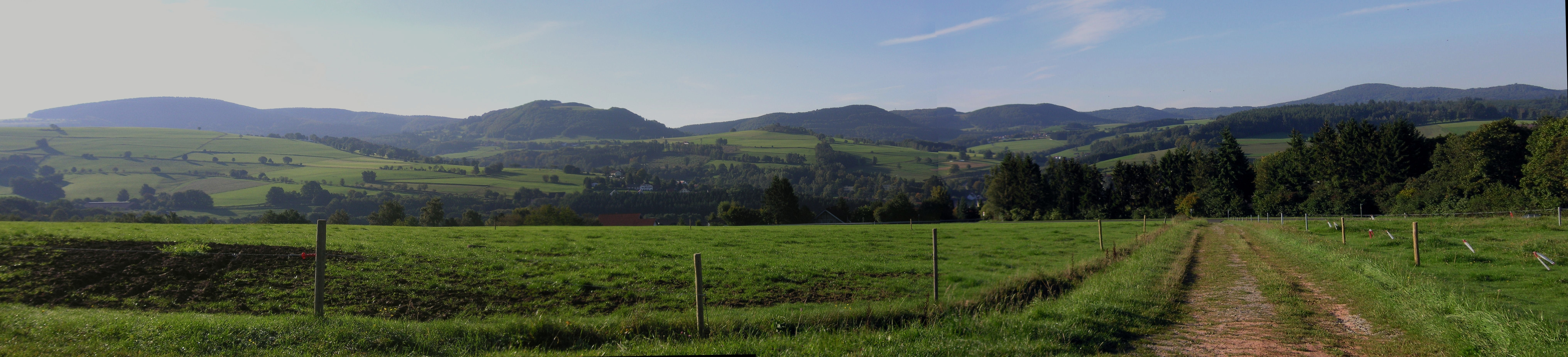
Dammersfeldrücken (ganz links die „Hohe Hölle“, rechts das „Dammersfeld“)

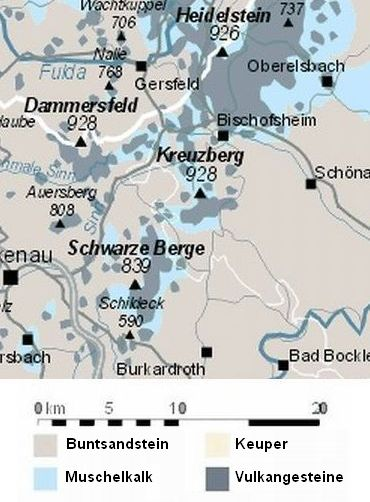
Geologie der Südlichen Hohe Rhön

Die Südliche Hochrhön (siehe #Naturräumliche Zuordnung) beinhaltet neben dem Dammersfeldrücken auch noch die Kreuzberg-Gruppe und die Schwarzen Berge. Alle drei Höhenzüge weisen einen gelegentlich unterbrochenen Basaltschild auf und unterscheiden sich insofern etwas von der Langen Rhön und, in geringerem Maße, der Wasserkuppenrhön, wenngleich sie deutlich von den Einzelkuppen der Kuppenrhön unterschieden sind (siehe nebenstehende Karte).

## Berge

### Berge nach Höhe
Der Dammersfeldrücken enthält insbesondere folgende Berge und Gipfel (nach Höhe geordnet):
- Dammersfeldkuppe (927,9 m; nordwestlich Wildfleckens, im Südwesten des Gebietes)
  - Dreifeldskuppe (832 m, Westnordwestausläufer)
  - Ottersteine (821 m, Nordausläufer)
    - Bremerkopf 797 m

  - Dalherdakuppe (801 m, Nordnordwestausläufer)
- Eierhauckberg (910 m)
  - Beilstein (864,6 m; Westsüdwestausläufer)
- Hohe Hölle (894 m)
  - Himmeldunkberg (888 m, Südausläufer)
  - Teufelsberg (844 m, Südwestausläufer)
- Mittelberg (880 m; fast Nordostausläufer des Eierhauckberges)
  - Schachen (857 m; Ostausläufer)
  - Rommerser Berg (850 m; Nordausläufer)
  - Zornberg (838 m, Südausläufer)
- Rückberg (872 m, fast Südostausläufer der Dammersfeldkuppe)
  - Rabenstein (845 m), Ruine Rabenstein
- Reesberg (851,2 m)
- Simmelsberg (843 m, mit dem Wintersportgebiet Simmelsberg)
- Großer Auersberg (809 m)
- Kleiner Auersberg (808 m)
- Ehrenberg (674 m)

Ausblick vom Kreuzberg nach Norden zum Dammersfeldrücken mit Kleinem- und Großem Auersberg, Dammersfeldkuppe, Eierhauckberg und Himmeldunkberg, davor der Arnsberg, dahinter die Wasserkuppe und rechts der Heidelstein

### Kammlinie
Der Hauptkamm des Dammersfeldrückens hat folgendes Höhenprofil von Nord nach Süd, Hauptberge und -scharten fett (Scharten nach Höhenlinien, daher Genauigkeit nur einige Meter):
- ↓ Scharte zum Wasserkuppe und Heidelstein (753 m)
- Hohe Hölle (893,8 m)
- ↓ (866 m)
- Himmeldunkberg (888 m)
- ↓ (783 m)
- Simmelsberg (842,7 m)
- ↓ Schwedenschanze, B 279 (715 m)
- Reesberg (851,2 m)
- ↓ (817 m)
- Mittelberg (knapp 880 m)
- ↓ (827 m)
- Eierhauckberg (909,9 m)
- ↓ 825 m
- Beilstein (864,6 m)
- ↓ (786 m)
- Rabenstein (845 m)
- ↓ (805 m)
- Rückberg (872 m); etwas südlich der Kammlinie
- ↓ (824 m)
- Dammersfeldkuppe (927,9 m)
- ↓ (614 m)
- Ehrenberg (674 m); außerhalb des Naturraums:
- ↓ Staatsstraße Motten–Kothen (498 m)
- Große Haube (658,1 m)

Nordwestlich der Dammersfeldkuppe schließt sich, jenseits einer mäßig hohen Scharte auf 675 m, die Hohe Kammer (700 m) an. Sie trennt die Milseburger Kuppenrhön im Nordosten von der Brückenauer Kuppenrhön im Südwesten. Auf Blatt Schweinfurt ist sie der Milseburger zugerechnet, sie ist indes auch, analog zum Ehrenberg, als Randgipfel des Dammersfeldrückens interpretierbar. Sie wird nach Westen vom  Döllbach, nach Nordosten von seinem Nebenbach Thalaubach gerahmt.
Deutlich abgetrennt vom Kamm sind die Auersberge, die durch eine Scharte auf 672 m am Katzenstein, zwischen den Wüstungen Reußendorf und Silberhof, vom Rückberg abgetrennt sind. Sie bilden mit dem Lösershag (765 m), von den anderen Schwarzen Bergen durch eine Scharte auf 667 m getrennt, eine lose Dreiergruppe.
Die Kreuzberg-Gruppe ist durch eine Scharte auf 658 m zwischen dem Schachen (857 m, östlich des Mittelbergs) und dem Arnsberg (843 m) mit dem Dammersfeldrücken verbunden, die Schwarzen Berge mit der Kreuzberg-Gruppe durch eine Scharte auf 665 m.
.